# Cầu cơ

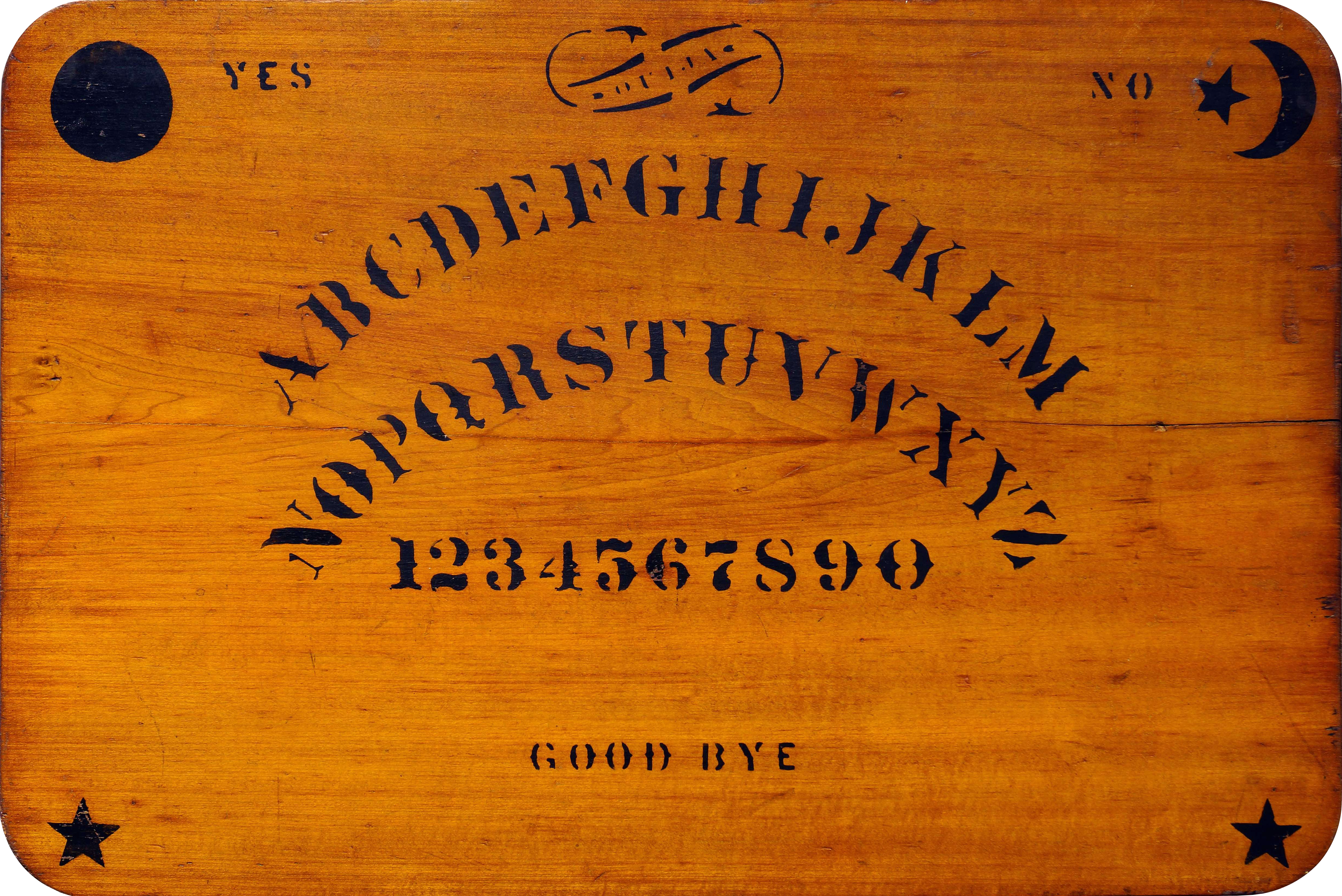
Một bàn cầu cơ hiện đại do Công ty Kennard Novelty của Baltimore sản xuất.

Cầu cơ là một phương pháp giao tiếp với thế giới tâm linh hoặc những thế lực huyền bí bằng cách sử dụng một tấm bảng có viết các chữ và số, và một miếng gỗ nhỏ hình trái tim (cơ). Những người tham gia chiêu hồn đặt một ngón tay lên cơ sau đó thông qua một số nghi thức thần bí để trò chuyện với thế lực siêu hình bằng cách đánh vần các chữ cái mà cơ chỉ đến để tạo thành những câu hoặc cụm từ có nghĩa.

## Từ nguyên
Từ này trong tiếng Anh là ouija (/ˈwiːdʒə/ WEE-jə), một từ bắt nguồn từ từ tiếng Pháp oui và tiếng Đức/Hà Lan ja, đều có nghĩa là có, vâng, phải. Những bàn cầu cơ thường được sản xuất và bán bởi hãng Parker Brothers, nó đã trở thành một thương hiệu khá phổ biến trong lĩnh vực này.
Sau khi được giới thiệu ra thị trường lần đầu tiên bởi doanh nhân Elijah Bond vào những năm cuối thập niên 1890, bàn cầu cơ được xem như vô hại và không có gì liên quan đến huyền bí, cho đến khi nhà ngoại cảm Pearl Curran sử dụng nó để tiên đoán trong thế chiến thứ I thì cầu cơ mới trở nên phổ biến. Thiên Chúa giáo chính thống và một số nhà huyền học đã cảnh báo không nên cầu cơ vì nó có liên quan đến các thế lực ma quỷ.
Trong khi những tín hữu của cầu cơ cảm thấy sự huyền bí và siêu nhiên trong hành động cầu cơ, tuy nhiên các nhà tâm lý học đã giải thích sự chuyển động của con trỏ là kết quả của hiệu quả vô thức (ideomotor effect). Mặc dù sự thật đã bị các nhà khoa học lột trần, nhưng cầu cơ vẫn còn rất phổ biến trong giới trẻ.

## Lịch sử

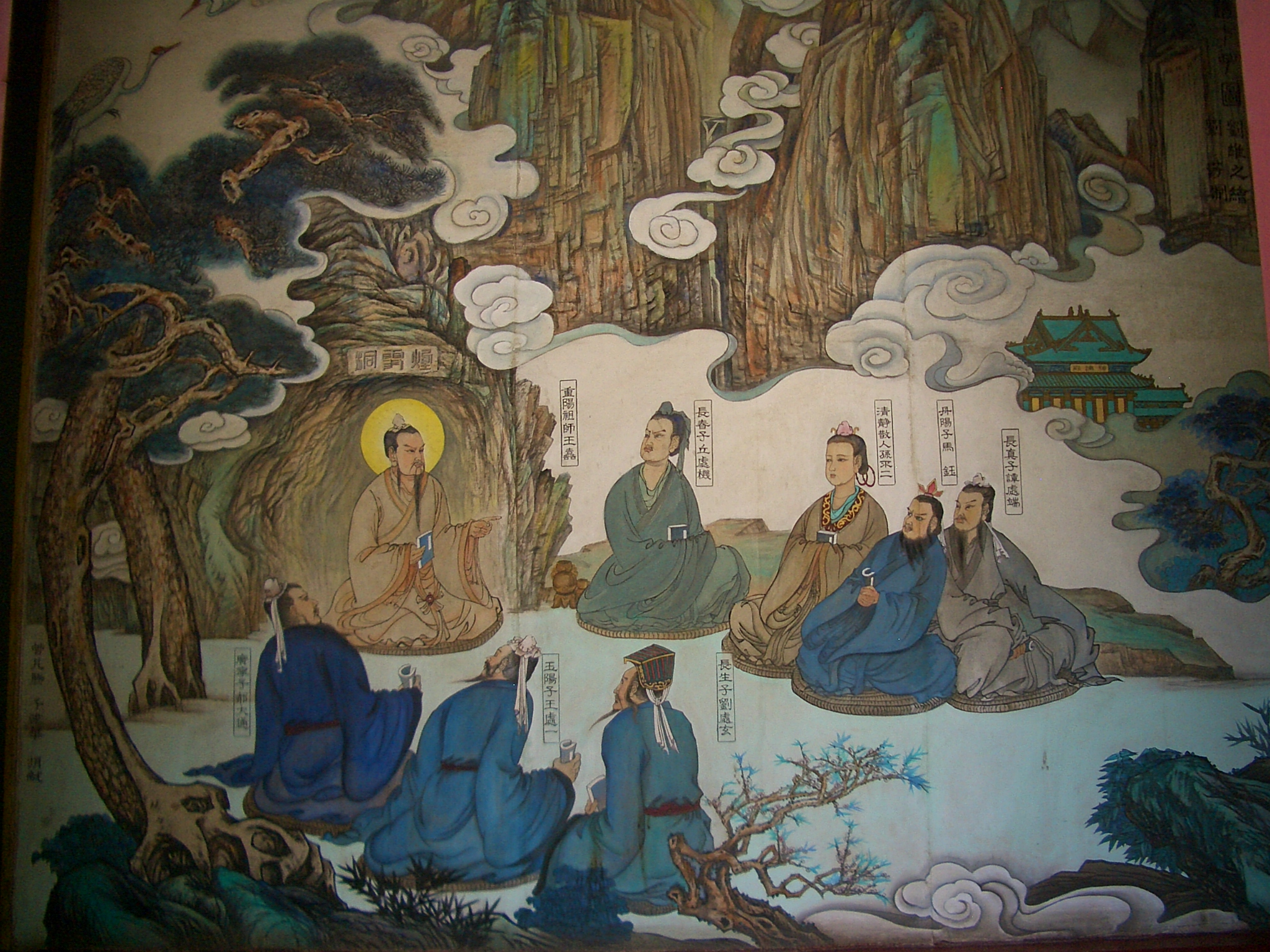
Vương Trùng Dương, người đã sáng lập Toàn Chân đạo, và Toàn Chân thất tử.

### Trung Quốc
Một trong những đề cập đầu tiên đến phương pháp cơ bút (zh: 扶乩 là một kiểu cầu cơ bằng cách viết chữ) được sử dụng đã được tìm thấy ở Trung Quốc vào khoảng năm 1100 trước Công nguyên và lần đầu tiên được ghi trong các tài liệu lịch sử của nhà Tống. Toàn Chân đạo đã sử dụng cơ bút như là một phương tiện để liên lạc với những người đã chết hoặc thế giới tâm linh được thực hiện theo một nghi lễ đặc biệt có sự giám sát, cho đến khi nó bị cấm bởi nhà Thanh. Một số kinh sách của Đạo giáo được cho là tác phẩm của cơ bút. Phương pháp cầu cơ tương tự cũng đã được áp dụng rộng rãi tại Ấn Độ cổ đại, Hy Lạp, La Mã và Châu Âu vào thời Trung cổ.

### Việt Nam
Chịu ảnh hưởng cả hai nền văn hóa Trung Quốc và Phương Tây, Việt Nam là quốc gia phát triển hình thức cầu cơ để hình thành một tôn giáo: Đại Đạo Tam Kỳ Phổ Độ, hay còn được biết đến với tên gọi đạo Cao Đài. Hình thành từ phong trào cơ bút chịu ảnh hưởng của Minh Sư đạo và Thông linh học của phương Tây, các tín đồ Cao Đài cho rằng hệ thống tổ chức đạo, cấp bậc giáo phẩm, kinh sách của họ là được giáng truyền bởi Thượng đế thông qua hình thức cơ bút. Dù hình thức cầu cơ được xem là mê tín và gần như bất hợp pháp, nhưng tôn giáo Cao Đài lại có số tín đồ lớn thứ 3 tại Việt Nam và được công nhận tổ chức giáo hội hợp pháp bởi nhà nước Việt Nam.

### Trò chơi
Trong suốt những năm cuối thế kỷ 19, bàn cầu cơ đã được bán rộng rãi như là một món hàng mới lạ. Hai thương gia Elijah Bond và Charles Kennard đã có ý tưởng phát minh ra một bàn cầu cơ in sẵn các ký tự để bán. Họ đã đăng ký phát minh này vào ngày 28 tháng 5 năm 1890, và bằng sáng chế Hoa Kỳ số 446054 được cấp vào ngày 10 tháng 2 năm 1891. Bond là 1 luật sư và cũng là một nhà phát minh cho nhiều thiết bị khác. William Fuld, một nhân viên của Kennard, đã lấy công nghệ sản xuất và năm 1901 Fuld bắt đầu sản xuất các bàn cầu cơ mang tên "Ouija". Kennard giải thích rằng ông đã có được từ "Ouija" khi sử dụng bàn cầu cơ và đó là 1 từ Ai Cập cổ đại có nghĩa là "chúc may mắn". Trong khi Fuld vẫn tiếp tục sản xuất các bàn cầu cơ, ông phổ biến từ "Ouija" với một cách giải thích được chấp nhận rộng rãi hơn, đó là sự kết hợp giữa từ "Yes" (vâng, phải) trong tiếng Pháp và tiếng Đức. Tên Fuld đã được gắn chung với bàn Ouija, và Fuld đã tái tạo lịch sử bằng cách giải thích chính ông mới là người đã phát minh ra bàn cầu cơ. Fuld sở hữu nhiều công ty dưới tên "Ouija" cho đến khi ông mất vào năm 1927. Năm 1966, tài sản của Fuld đã được chuyển nhượng cho công ty Parker Brothers tiếp tục nắm giữ các nhãn hiệu và bằng sáng chế. Ngày nay, có khoảng 10 nhãn hiệu của bàn cầu cơ được bán với các tên gọi khác nhau.

## Chỉ trích

### Tôn giáo
Cơ Đốc giáo, đặc biệt là các Kitô hữu của đạo Tin Lành ở Hoa Kỳ chỉ trích kịch liệt việc cầu cơ. Năm 2001, một bàn cầu cơ đã bị đốt ở Alamogordo bang New Mexico cùng với cuốn Harry Potter bởi một nhóm người theo trào lưu chính thống cho rằng những thứ này là "biểu tượng của phù thủy". Những người này cho rằng cầu cơ đã tiết lộ những thiên cơ của Thiên Chúa, và do đó nó là công cụ của Satan. Một phát ngôn viên của Human Life International đã miêu tả bàn cầu cơ như là 1 phương tiện để giao tiếp với các linh hồn và kêu gọi cấm hãng đồ chơi Hasbro tiếp thị chúng.
Trong phiên tòa xét xử sát nhân Joshua Tucker, mẹ của hắn khẳng định rằng Tucker thực hiện hành vi giết người trong khi bị quỷ ám vì sử dụng bàn cầu cơ.
Các giám mục ở Micronesia kêu gọi lệnh cấm các bàn cầu cơ, và cảnh báo những người sử dụng nó tức là đang nói chuyện với ma quỷ.

### Truyền thông
Giới báo chí đã chỉ trích cầu cơ từ khi nó mới xuất hiện, họ gọi cầu cơ là "dấu vết còn lại" của hệ thống niềm tin lạc hậu và là trò lừa gạt tiền bạc những người cả tin.
Cầu cơ cũng bị châm biếm trong các bài hát. Lời ca trong những bản nhạc của ca sĩ Dick Valentine đã so sánh việc cầu cơ chẳng khác gì chơi trò "tiddlywinks".

### Hàn lâm
Cầu cơ bị nhiều nhà khoa học chỉ trích rằng nó chỉ là trò bịp bợm lợi dụng "hiệu quả vô thức". Các nghiên cứu thiết lập và tái tạo cầu cơ thực hiện trong phòng thí nghiệm đã chỉ ra rằng trong điều kiện phòng thí nghiệm thì cũng xảy ra tình trạng con cơ di chuyển vô thức. Một số nghi ngờ cho rằng những người thực hiện thử nghiệm đã cố tình di chuyển. Các nhà nghiên cứu lưu ý rằng các thông điệp được viết ra bởi cầu cơ cũng tương tự như những thông tin đi qua tâm thức của các đối tượng tham gia.
Trong thập niên 1970 các nhà xã hội học đã xem cầu cơ như là 1 hình thức sùng bái, tuy nhiên vấn đề này đã được xem xét rất kỹ lưỡng.
Bàn cầu cơ bị Heidegger chỉ trích: "Có thể thấy người ta cầu cơ nhan nhản khắp nơi" và cho rằng những người cầu cơ rất "ngạo mạn" khi tự nhận mình có thể vượt qua cái chết để tiếp xúc với các linh hồn.

## Sử dụng trong văn học
Bàn cầu cơ trở thành nguồn cảm hứng cho việc sáng tác văn chương, người ta dùng nó như phương tiện gợi nên ý tưởng hoặc như là 1 dạng cung cấp thông tin trong công việc viết lách. Kết quả là bàn cầu cơ trở nên phổ biến vào đầu thế kỷ 20, bởi trong thập niên 1920 rất nhiều cuốn sách "tâm linh" có chất lượng khác nhau đã được khởi đầu viết bằng cầu cơ.
Tác giả cuốn tiểu thuyết Jap Herron, Emily Grant Hutchings, đã giải thích: cuốn tiểu thuyết này đã được linh hồn của Mark Twain đọc cho cô viết ra thông qua cầu cơ sau khi ông qua đời.

## Các nhân vật
- Nhà văn người Anh, Gilbert Keith Chesterton đã sử dụng một bàn cầu cơ. Khoảng năm 1893 ông đã trải qua một cuộc khủng hoảng bởi chủ nghĩa hoài nghi và bị trầm cảm, trong thời gian này Chesterton đã thử nghiệm với cầu cơ và ông rất thích thú vì sự huyền bí của nó.[30]
- Nhà thơ James Merrill cũng sử dụng cầu cơ trong nhiều năm, và thậm chí ông còn mở lối vào để khuyến khích các linh hồn vào cơ thể mình. Ông đã viết bài thơ "The Changing Light at Sandover" với sự giúp đỡ của bàn cầu cơ. Trước khi qua đời, ông đã khuyến cáo mọi người không nên sử dụng bàn cầu cơ.[31]
- Cựu Thủ tướng Ý Romano Prodi tuyên bố dưới tuyên thệ, rằng trong một buổi chiêu hồn thông qua cầu cơ được tổ chức vào năm 1978 với các giáo sư khác của Đại học Bologna, con "ma" Giorgio La Pira đã đánh vần tên đường phố nơi mà cựu thủ tướng Aldo Moro đã bị Lữ đoàn đỏ bắt giữ.[32]

- Năm 1994, tại London, nhiều luật sư đã đệ đơn kháng cáo cho người bị kết án sát nhân là Stephen Young, sau khi bị cáo biết rằng 4 người trong số bồi thẩm đoàn đã sử dụng cầu cơ để "chiêu hồn" nạn nhân và linh hồn này đã nói mình bị giết hại bởi 1 người tên Young.[33]
- Bill Wilson, người đồng sáng lập Alcoholics Anonymous, đã sử dụng bàn cầu cơ để liên hệ với linh hồn.[34]
- Ngày 25 tháng 7 năm 2007, để chuẩn bị xuất bản một chương trình của kênh Coast to Coast AM về siêu linh, chủ trì George Noory muốn thử tiến hành một trải nghiệm trực tiếp với bàn cầu cơ trên kênh phát thanh toàn quốc mặc cho sự phản đối dữ dội từ một trong những vị khách của ông, Jordan Maxwell, và sự ủng hộ từ những vị khách khác, Dr. Bruce Goldberg, Rosemary Ellen Guiley, và Jerry Edward Cornelius. Vào đúng lúc phát chương trình đang thực hiện thì những sự kiện xúi quẩy liên tục xảy đến với những người bạn và gia đình của Noory cũng như một vài người khách của ông, những sự kiện đó được nhìn nhận như sự trùng hợp ngẫu nhiên. Sau khi kể lại một kinh nghiệm cận tử vào năm 2000 và ghi nhận sự kiện kỳ lạ đang diễn ra, Noory đã hủy bỏ các thử nghiệm.[35]
- Dick Brooks ở Houdini Museum tại Scranton, Pennsylvania, dùng bàn cầu cơ như một phần của màn trình diễn về tâm linh và chiêu hồn.[36]
- Ban nhạc The Mars Volta đã sáng tác album Bedlam in Goliath dựa trên những trải nghiệm của chính họ với trò cầu cơ. Theo như câu chuyện của họ (được viết lại bởi tiểu thuyết gia Jeremy Robert Johnson), thì Omar Rodriguez Lopez đã mua một bàn cầu cơ khi đi du lịch ở Jerusalem. Thoạt đầu cái bàn này đã đưa ra một câu chuyện mà sau này trở thành chủ đề cho album nhạc. Những sự kiện kì lạ được cho là liên quan đến hoạt động này xảy ra suốt quá trình thu âm cho album: phòng thu bị ngập, một trong những kỹ sư chính cho album bị suy sụp vì căng thẳng, các thiết bị trục trặc, và Cedric Bixler-Zavala bị chấn thương ở chân. Vì những vụ xui xẻo này mà cả nhóm nhạc quyết định chôn đi cái bàn cầu cơ.[37]
- Một số sự việc khác liên quan đến âm nhạc: Những bài báo phát hành trước đây cho biết Vincent Furnier và ban nhạc của ông đã thống nhất đặt tên ban là "Alice Cooper" bằng cách cầu cơ, trong lúc thực hiện, bàn cầu cơ đã tiết lộ Furnier là tái sinh của một phù thủy từ thế kỷ 17 có tên Alice Cooper. Furnier sau đó tiết lộ rằng ông chỉ nghĩ đến cái tên đầu tiên hiện lên trong đầu trong khi thảo luận về một cái tên mới cho ban nhạc của ông.[38] Brandon Flowers, ca sĩ chính của The Killers, tin rằng cái chết của anh sẽ liên đới đến con số 621 (cũng là con số ngày sinh của anh, 21 tháng 6) sau khi thực hiện một màn cầu cơ.[39]